# Spermophorides baunei
Spermophorides baunei är en spindelart som beskrevs av Jörg Wunderlich 1995. Spermophorides baunei ingår i släktet Spermophorides och familjen dallerspindlar. Inga underarter finns listade i Catalogue of Life.